# Miguel Franjul
Miguel Franjul (nacido el 17 de marzo de 1951) es un periodista y escritor dominicano, y el actual director del periódico Listín Diario, uno de los más antiguos en República Dominicana.

## Niñez y educación
Miguel Antonio Franjul Bucarelly nació en la ciudad de Baní en República Dominicana. Sus padres eran Manuel Emilio Báez Franjul y Luisa Antonia Méndez. Desde la edad de 17 años, Franjul desarrolló un interés en el periodismo. Franjul estudió Comunicación Social en el Instituto Dominicano de Periodismo, donde obtuvo su licenciatura.
En el 2005, Franjul recibió el título Doctor Honoris en Periodismo por la Universidad Tecnológica del Sur.

## Carrera
Franjul comenzó a laborar en el Listín Diario en octubre de 1968, a la edad de 17 años. Su primer trabajo fue como redactor, pero más adelante se convirtió en editor internacional. Además, sirvió como corresponsal de la revista Vanity Fair, y la agencia de noticias internacionales Reuters.
En 1980, Franjul deja el Listín Diario para fundar el periódico Hoy. En este periódico laboró en varias posiciones como columnista, editor, subdirector y director. En 1986, Franjul pasó a ser director del periódico La Información, en la ciudad de Santiago de los Caballeros.
Franjul regresó brevemente al Listín Diario tras la muerte de su director Rafael Herrera, asumiendo el rol de subdirector en 1995. En 1999, pasó a dirigir el periódico La Nación, hasta que fue llamado nuevamente a dirigir el Listín Diario en el año 2000. Franjul también fundó y dirigió el semanario Diario @ Diario junto a Ruddy González. En 2008, Franjul renunció al Listín Diario, esta vez alegando presiones políticas. Sin embargo, al final del año, Franjul regresó una vez más a dirigir el periódico.
Franjul fue elegido como Vicepresidente Regional para la República Dominicana de la Comisión de Libertad de Prensa, y también de la Sociedad Interamericana de Prensa en 2011. En 2014, pasó a ser miembro de la Junta de Directores de la SIP.

## Escritor
Además de su carrera en los medios periodísticos, Franjul ha escrito varios libros:
- Somoza y Duvalier, la caída de dos dinastías
- Bosch: Noventa dias de clandestinidad
- La sociedad encancerada
- A la vera de la noticia
- El poder de la palabra

En 2011, el Ministerio de Cultura y la Feria Internacional del Libro reconocieron la labor de Franjul.

## Vida personal
Franjul está casado con la periodista y escritora Wendy Santana. De sus matrimonios anteriores con Lucienne Ortega y Nancy Pérez Abreu procreó cinco hijos: Marcelle Marie, Luisa Penelope, Patricia, Miguel y Adrián.